# La Porte dérobée

La Porte dérobée est un roman de l'écrivaine autrichienne Marlen Haushofer publié en 1957. L'histoire décrit l'échec de la relation entre l'héroïne introvertie et sensible et son mari infidèle. Ce texte offre un exemple précoce de la préoccupation de Haushofer pour les motifs de la solitude et de l'aliénation de l'individu ainsi que du désir de rompre avec les conventions sociales.

## Résumé
Annette, une bibliothécaire devenue veuve très jeune après un court mariage, vit seule et tient à son intimité. Les relations sexuelles antérieures avec des hommes n’ont laissé pratiquement aucune trace émotionnelle en elle. C'est donc avec soulagement qu'elle voit le départ pour six mois de son amant vers Paris. Le père d'Annette a abandonné sa famille alors qu'elle était encore une enfant. Depuis, il n'a plus cherché à entrer en contact avec elle. Après sa mort, Annette, lors de la lecture de son testament, rencontre l'avocat Gregor Xanther, qui l'attire et la dérange tout à la fois par son caractère qui lui est entièrement opposé. Malgré de sombres pressentiments et son manque de confiance envers la capacité de son mari à lui être fidèle, elle entame la relation, tombe enceinte de lui et accepte sa demande en mariage. D'une part, cette première expérience plus profonde de l'amour la sort de sa léthargie précédente et lui donne pour la première fois un sentiment de sécurité, mais d'autre part, cette relation la contraint à mentir constamment, car le superficiel Gregor montre peu d'intérêt pour la vie intérieure d'Annette, celle-ci s'empêche donc de lui communiquer tous ses sentiments négatifs. À la demande de Gregor, Annette abandonne son travail pour se concentrer pleinement sur son nouveau rôle de femme au foyer et de mère. Pendant sa grossesse, les rendez-vous du soir de Gregor – soi-disant pour le travail – deviennent plus fréquents. Annette soupçonne une liaison et commence à souffrir d'insomnie. Sa santé se détériore de jour en jour. Des complications surviennent lors de l’accouchement. Annette perd l'enfant et souffre d'une dépression nerveuse. Elle ne veut pas être un fardeau pour Gregor et le laisse partir.

## Analyses

### Forme
Le style est linguistiquement assez conventionnel et simple : contrairement à de nombreux autres auteurs des années 1950 et 1960, Haushofer s’abstient de toute expérimentation linguistique. Des passages du récit à la troisième personne alternent avec des notes du journal d'Annette, dans lesquelles elle examine avec critique son époque et exprime son scepticisme envers le progrès et le consumérisme. Les entrées du journal reflètent des idées féministes et existentialistes. Cependant, Annette s’avère finalement être un narrateur non fiable – une stratégie narrative utilisée par Haushofer pour saper les attentes en matière de rôles spécifiques à chaque sexe.

### Thèmes et motifs

#### Murs invisibles
Les murs invisibles sont un leitmotiv récurrent dans l’œuvre de Haushofer. Ils symbolisent différentes formes de démarcation – entre les hommes et les femmes, l’individu et le monde ou l’enfance et l’âge adulte. Sa connotation émotionnelle est toujours ambivalente : le mur représente l’isolement, mais aussi un espace libre, à la fois l’exclusion et la protection.
Le mur avec la porte dérobée n'est perçu de cette manière que par Annette. Elle ressent une barrière insurmontable entre elle et ceux qui l’entourent. La relation avec son futur mari ne change rien à cela : l’héroïne la voit dès le départ vouée à l’échec. Cependant, la compréhension de leur situation ne conduit à aucune action ni à aucun changement.

#### Lecture et intertextualité
Le personnage principal, Annette, est une jeune femme intelligente et instruite. En tant que bibliothécaire, elle a fait de la lecture son métier. Ses lectures – de préférence Kant et Schopenhauer – se reflètent régulièrement dans ses réflexions, par exemple lorsqu’elle pense à la terreur du national-socialisme ou à la légitimité d’avoir des enfants. Schopenhauer, en particulier, s'avère influent dans la vision pessimiste du monde d'Annette, selon laquelle la sécurité ne peut être trouvée que dans la mort. Annette partage toutes ces réflexions dans son journal, mais jamais avec son mari, qui n'est pas intéressé par les échanges intellectuels. Gregor utilise son esprit uniquement à des fins pragmatiques ; ses conversations avec Annette sont banales et superficielles.

#### Rôles de genre
Annette a du mal à s’intégrer dans la répartition traditionnelle des rôles de genre, mais les accepte comme naturels. La femme doit être aimante et dévouée, l’homme, froid et égocentrique ; on ne pourrait, dans cette perspective, rien y faire. Lorsque Gregor commence à lui mentir, elle ne voit pas d'autre choix que de l'accepter. L’acceptation des stéréotypes de genre lui permet de justifier les méfaits de son mari et de maintenir son amour pour lui.
La dynamique est reflétée par les amis du couple, les Goldener, avec des rôles de genre inversés. Ici, un homme intelligent et patient se sacrifie pour une femme superficielle et malveillante. Annette voit l'amour de M. Goldener pour sa femme comme son seul vice, ne peut pas le comprendre et ne parvient donc pas faire l'analogie avec sa propre situation. Sinon, elle ne pourrait plus excuser le comportement de Gregor et devrait admettre que toutes ses erreurs étaient dues à sa personnalité et non à sa prétendue nature d'homme.

## Importance dans l'histoire littéraire
Le manque de contact avec les gens et le monde extérieur est un thème commun dans les romans autrichiens de cette époque. On retrouve notamment ce thème dans les œuvres de Peter Handke, Ingeborg Bachmann, Thomas Bernhard ou Gerhard Roth. Au centre de ces romans se trouvent souvent des personnages qui voient l’environnement comme dangereux et qui se considèrent comme dangereux pour l’environnement – ainsi, la fuite vers l’intériorité semble être la seule issue. La solitude et l’aliénation sont également caractéristiques des personnages principaux de Marlen Haushofer. Le personnage principal de La Porte dérobée est une femme souffrante et introvertie qui ne trouve aucune compréhension chez les autres et ne la recherche plus.
Haushofer place la vie intérieure de ses personnages principaux au premier plan – elle choisit la perspective intérieure des personnages principaux comme perspective narrative : tout ce qui se passe dans le monde extérieur est filtré à travers ce prisme. Cette vision subjective du monde représente également le problème principal d’un protagoniste typique de Haushofer : toute tentative de communication avec ses semblables échoue à cause de l’écart entre la réalité conventionnelle et stéréotypée de la communauté et la réalité individuelle de l’individu. La seule possibilité d’affirmation de soi réside dans la séparation de la communauté.
Le développement d'un protagoniste typique de Haushofer peut être divisé en trois phases : au début, il y a l'éducation de l'enfance, qui vise l'adaptation aux normes sociales. Cette tentative d’adaptation façonne également la jeunesse et les premières années de l’âge adulte. S’ensuit une phase de détachement de ces normes. Le résultat final est une existence plus libre, non plus corrompue, mais qui a dû être achetée au prix de la solitude. Le personnage principal voit finalement la solitude comme le seul moyen de trouver et de préserver sa propre identité.

## Traduction française
- La Porte dérobée, traduit par Jacqueline Chambon et Liselotte Bodo, Arles, Actes Sud, coll. « Lettres allemandes », 1988   (ISBN 2-86869-258-3)